# Source 2
Source 2 je igralni pogon ki ga je razvil Valve. Igralni pogon je bil predstavljen leta 2015 kot naslednik Valveovega prvega igralnega pogona Source. Prva igra, ki ga je uporabljala, je Defense of the Ancients 2 (Dota 2), od takrat pa so bile na tej podlagi razvite še Artifact, Dota Underlords in Half-Life: Alyx.

## Zgodovina
Načrti za naslednika prvotnega Source Engine so se začeli ustvarjati po izdaji Half-Life 2: Episode Two leta 2007. Prva demo verzija je bila narejena leta 2010, z predelavo stopnje v igri Left 4 Dead 2.
Pogon je postal širše dostopen v obliki orodij v Steam Workshop za igro Dota 2 leta 2014.

## Igre
| Leto        | Igra              | Razvijalec        |                                                                                               |
| ----------- | ----------------- | ----------------- | --------------------------------------------------------------------------------------------- |
| 2015        | Dota 2            | Valve             | Originalno narejen v Source Engine                                                            |
| 2016        | Robot Repair      | Valve             | Demo vključen v igri The Lab, ostalo je bilo narejeno z Unity Engine                          |
| 2018        | Artifact          | Valve             | Prva samostojna igra, ki je bila v celoti razvita s Source 2                                  |
| 2020        | Half-Life: Alyx   | Valve             | Narejeno za navidezno resničnost                                                              |
| 2022        | Aperture Desk Job | Valve             | Demo narejen za Steam Deck                                                                    |
| Še ni znano | S&Box             | Facepunch Studios | Naslednik Garry's Mod, razvijanje je bilo prestavljeno z Unreal Engine na Source 2 leta 2020. |